# Валга (област)
Валга (на естонски: Valga maakond, Валга мааконд) е област в южна Естония. Административен център е град Валга, разположен на естонско-латвийската граница.

## Населени места
- Валга
- Търва

## Население
Към 1 януари 2006 населението е 34 868 жители, от тях 46,5% мъже и 53,5% жени, раждаемостта е 9,1%, смъртността 15,1%, естественият прираст е -6,0%.
По приблизителна оценка от януари 2019 г. населението е 28 370 души.

## Етнически състав
- 82,7% естонци
- 12,5% руснаци
- 1,5% украинци
- 3,3% (беларуси, волжки татари, германци, арменци)